# La Hache
La Hache (Ax dans l'édition originale américaine) est un roman policier américain de Ed McBain, nom de plume de Salvatore Lombino, publié en 1964. C’est le dix-huitième titre de la série policière du 87e District.

## Résumé
George Lasser, 86 ans, était le concierge d'un immeuble du 87e District jusqu'à récemment. Il est mort au sous-sol du bâtiment d'un coup de hache sur la tête. Aucun témoin, ni suspect, ni indice dans cette affaire. La femme et le fils de la victime ont des alibis. Personne n'en voulait à ce brave homme.
Steve Carella est sur le point de ranger le dossier sur une étagère quand le tueur frappe à nouveau. À présent, les détectives du 87e District sont sur la piste d'un fou qui signe ses meurtres à l'aide d'une hache. L'arrêteront-ils avant qu'il ne fasse d'autres victimes ?

## Éditions
Édition originale en anglais
- (en) Ed McBain, Ax, New York, Simon and Schuster, 1964

Éditions françaises
- (fr) Ed McBain (auteur) et Jane Filion (traducteur), La Hache [« Ax »], Paris, Gallimard, coll. « Série noire no 954 », 1965, 191 p. (BNF 33046857)
- (fr) Ed McBain (auteur) et Jane Filion (traducteur) (trad. de l'anglais), La Haches [« Ax »], Paris, Gallimard, coll. « Carré noir no 362 », 1980, 183 p. (ISBN 2-07-043362-5, BNF 34641953)
- (fr) Ed McBain (auteur) et Jane Filion (traducteur) (trad. de l'anglais), La Hache [« Ax »], Paris, Gallimard, coll. « Série noire no 954 », 1995, 217 p. (ISBN 2-07-049451-9, BNF 35792118)
  - Traduction revue et complétée.
- (fr) Ed McBain (auteur) et Jane Filion (traducteur) (trad. de l'anglais), La Hache [« Ax »], Dans 87e District, volume 3, Paris, Éditions Omnibus, 1999, 1014 p. (ISBN 2-258-05246-7, BNF 37179951)
  - Ce volume omnibus contient les romans On suicide, Les Heures creuses, Dix plus un, La Hache, Entre deux chaises, Cause toujours, ma poupée ! et 80 millions de voyeurs.

## Sources
- Jean Tulard, Dictionnaire du roman policier : 1841-2005. Auteurs, personnages, œuvres, thèmes, collections, éditeurs, Paris, Fayard, 2005, 768 p. (ISBN 978-2-915793-51-2, OCLC 62533410), p. 599 (Notice 87e District).